# Svend Erik Rasmussen
Svend Erik Rasmussen (* 21. Dezember 1923 in Båring, Asperup Sogn; † 11. Juni 1972) war ein dänischer Pastor und Propst.

## Leben

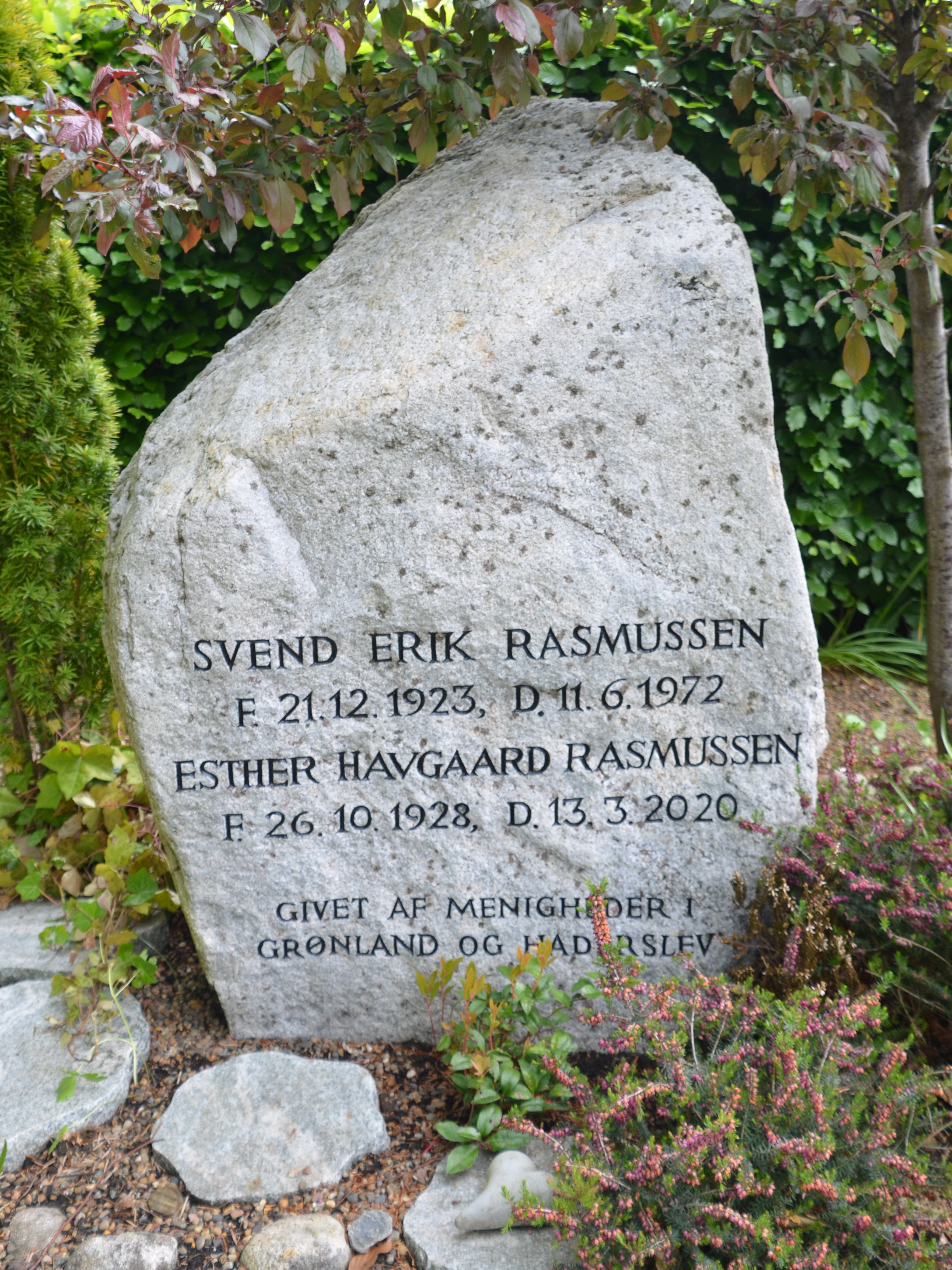
Grab in Rødding

Svend Erik Rasmussen wurde als Sohn des Meiereiverwalters Holger Rasmussen († 1966) und seiner Frau Valborg Nielsen († 1945) in Båring östlich von Middelfart geboren. Er besuchte die Schule in Rungsted, die er 1943 mit der Hochschulreife abschloss. Anschließend studierte er bis 1952 Theologie. Während des Studiums war er Redakteur der Zeitung Studenterkredsen. Am 16. Februar 1952 heiratete er die Lehrerin Esther Havgaard Christensen (1928–2020), Tochter des Direktors Chr. Haugaard Christensen († 1968) und seiner Frau Astrid Hansen. Im selben Jahr wurde er zum Hilfspastor und Seminariumslehrer in der grönländischen Hauptstadt Nuuk ernannt. Bereits nach einem Jahr wurde er Pastor in Uummannaq und 1954 Erster Pastor. 1961 ersetzte er Holger Balle als Landespropst von Grönland. Er war gesellschaftlich stark engagiert und Mitglied mehrerer Ausschüsse wie der grönländischen Schuldirektion, dem Kirchenliederbuchausschuss ab 1961 und der grönländischen Radioverwaltung ab 1967. Von 1962 bis 1968 war er zudem Aufsichtsratsvorsitzender der Knud Rasmussenip Højskolia. Außerdem war er ab 1962 Redakteur der Kirchenseite in der Atuagagdliutit und ab 1965 Redakteur der Zeitschrift Kirke und Skole i Grønland. 1968 verließ er Grönland und wurde zum Dompropst des Bistums Haderslev ernannt. Zugleich wurde er Grönländischlektor in Dänemark. 1967 hatte er das Ritterkreuz des Dannebrogordens erhalten. Er starb nur vier Jahre später im Alter von 48 Jahren und wurde in Rødding begraben.